# パウル・ギュルダン
パウル・ギュルダン（パウル・グルディン、ポール・ギュルダン、Paul Guldin,1577年6月12日 - 1643年11月3日）はスイス生まれのオーストリアの数学者である。彼はユダヤ人の家系のプロテスタントの家庭に生まれたが、後にカトリックに改宗した。パウルという名前はその時改名した名前である。元の名前はHabakkuk Guldin。
グラーツ大学およびウィーン大学で数学の教授を務めた。
彼の数学上の業績はパップス＝ギュルダンの定理と呼ばれる回転体の表面積と体積に関する定理しかおそらく知られていない。